# Шейхство Верхнего Асира
Эмират Аль-Аяд (араб. إمارة آل عائض), более известный как Шейхство Верхнего Асира, Эмират Верхнего Асира или просто Верхний Асир  — арабское государство располагавшийся в юго-западной Аравии, существовавшее с 1833 до 1920 года.

## Политическая структура
Управление шейхством осуществлялось через систему, основанную на традиционных племенных отношениях. Во главе государства стоял шейх, позже эмир, обладавший политической и религиозной властью. Она основывалась на способности поддерживать порядок и защищать территорию. Административная структура включала совет старейшин, помогавший в принятии решений, и местных лидеров, управлявших отдельными районами.

## История
С 1823 года Верхним Асиром управляла семья Языдов.
Со смертью Али бин Муджтала аль-Мугайди к власти приходит бин Маръи.
Шейхство Верхнего Асира было основано в начале 1833 года, Аядом бин Маръи.
Аяд бин Маръи, первый официальный правитель Верхнего Асира, укрепил своё влияние после смерти Али бин Муджталя, правителя Асира. В 1834 году он противостоял вассальному шерифу Мекки, поддержанному османами, после набегов его племён, турки были вынуждены отступить. В последующие годы Аяд захватил регион аль Дарб в 1835, распространил влияние на север в 1836, и взял под контроль Тихаму в 1839. К 1844 году он расширил территорию до Таифа, а в 1848 году вторгся в Йемен, захватив Сану. Расцвет закончился с кончиной шейха в 1857 году.

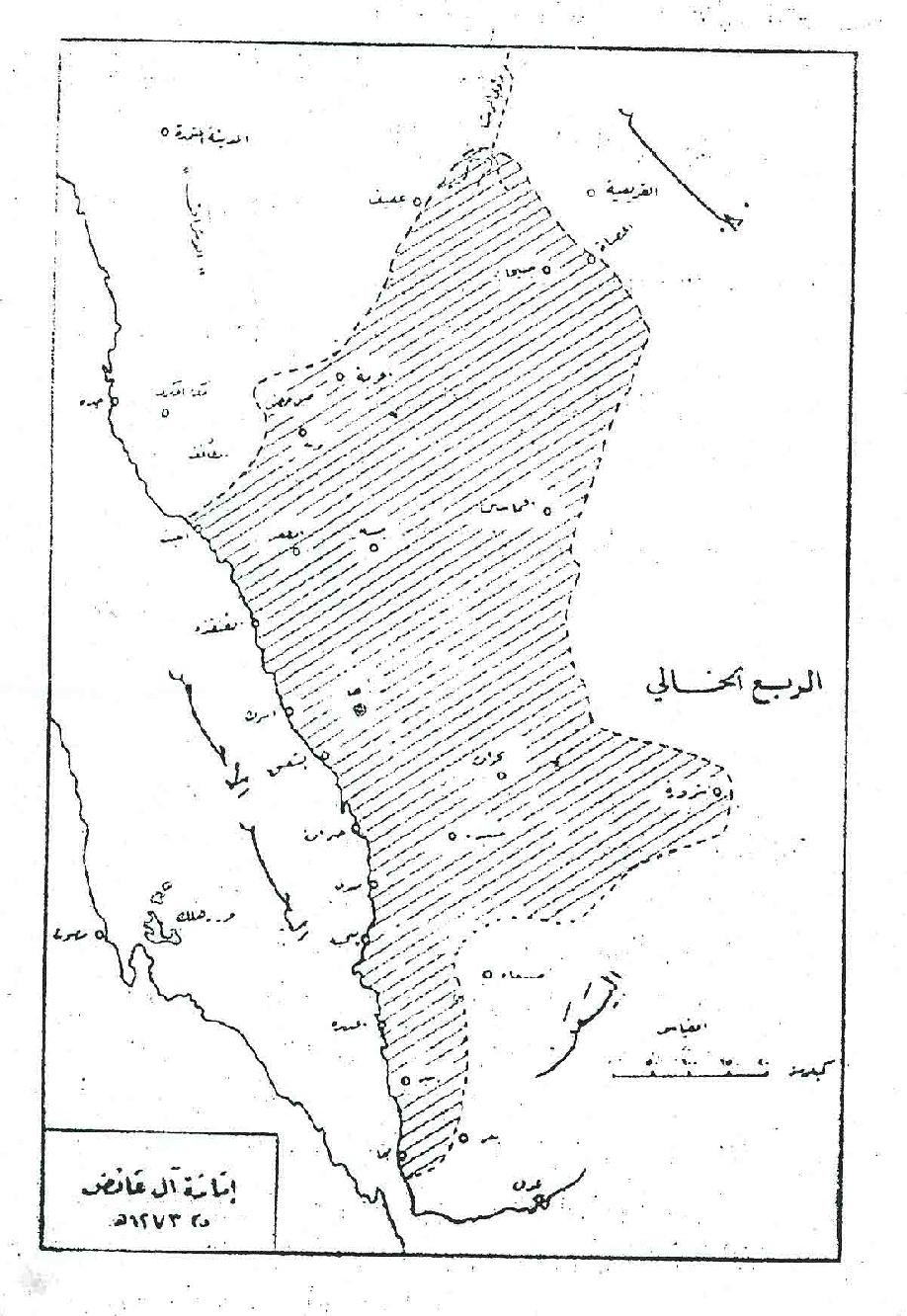
Максимальные территории Верхнего Асира во время правления Аяда бин Маръи около 1855 года.

Мухаммад бин Аяд стал правителем в 1857 году. Он подавил восстание в Абу Ариш и восстановил порядок в ряде регионов. В 1863 году разбил Тихаму, но вскоре армия Османской империи захватила Джизан и Аль-Ходейду. В 1870 году Мухаммад пытался изгнать османов, но его силы были разбиты. Шейх сдался после осады, но, несмотря на обещанную безопасность, был казнён османами, а многие его сторонники отправлены в Стамбул.
Насер бин Аяд аль-Мугайди попытался восстановить власть в 1872 году и в том же году вошел в Абху, но в 1875 году Османская империя восстановила контроль над регионом.
В 1879 году, на этот раз Абдул Рахман бин Аяд аль-Мугайди повторно восстал против турецких оккупантов. Он начал сопротивляться османам и собрал вокруг себя иного сторонников. В 1881 году осадил Абху, но не смог взять город. К счастью, для бин Аяда, конфликт с имперцами завершился мирным соглашением, после чего Абдул Рахман стал помощником наместника Асира (по аналогии с современностью - стал замом Губернатора) и пробыл на этом посту вплоть до своей смерти в 1887 году.
Мухаммад бин Аяд пришел к власти после своего дяди Абдул Рахмана в 1887 году. В 1900 году он возглавил восстание против османов и осадил Абху, но потерпел поражение. В 1904 году снова осадил город, но был разбит и ранен. Во время правления Аль-Идриси Мухаммад основал движение в Джизане. В 1906 отравления османами, в результате чего и скончался.
Абдулла бин Мухаммад пришел к власти после своего брата в 1906 году, ранее был помощником губернатора Асира. В 1910 году возобновился конфликт с османами, и Абдулла осадил Абху. Осада продолжалась до месяца июня 1911 года, когда между сторонами было достигнут компромисс.
Последний шейх семьи Аяд пришел к власти в 1911 году после смерти Абдаллы бин Аяда. После ухода из региона османов, ослабленных поражением в Первой мировой войне, Хасан организовал управление страной. Он отправил солдат под командованием Мухаммада бин Абдель Рахмана на север, в деревню Аль-Суда, чтобы подавить жителей, заявивших о подчинении аль-Идриси, и успешно восстановил порядок. Хасан смог договориться о создании государства с Шарифом Мекки, границы между двумя странами были проведены, но между семьей шейха аль-Мугайди и династией аль-Идриси возникли разногласия.
В августе 1916 года территория верхнего Асира отделилось от Нижнего Асира под властью Идрисидов после чего, результате восстания, был провозглашен эмират во главе с бин Аяда. Не исключено, что Хеджаз участвовал в конфликте.
В 1920 году начались волнения, которые вскоре переросли в масштабные восстания Ихванов. Эти события стали переломным моментом в истории региона. Ихваны, движимые религиозным рвением и стремлением к независимости, объединились с местными племенами, недовольными правлением бин Аяда. Восстания охватили обширные территории, и напряженность достигла своего апогея.
Ситуация в регионе становилась все более хаотичной, когда в апреле-мае 1920 года на сцену вышел Абдул-Азиз ибн Сауд, тогда еще эмир Неджда. Он увидел возможность в помощи восставшим, это могло привести к укреплению его позиции в регионе. Абдул-Азиз принял решение вмешаться в конфликт. Собрав свои силы, ибн Сауд, направил их на помощь восставшим. Его армии, закаленные в многочисленных битвах, начали стремительное наступление.
Война достигла кульминации, когда армия Абдул-Азиза вступила в прямой контакт с армией бин Аяда. В итоге, Абдул-Азиз вышел победителем. Его триумф ознаменовал не только поражение бин Аяда, но и значительное укрепление его собственной власти. Эта победа стала важным шагом на пути к созданию единого Саудовского государства и установлению контроля над регионом Асир.
30 августа 1920 года произошло разделение страны между Недждом и Асиром стало важным локальным событием, которое предопределило дальнейшее развитие региона и привело к созданию современного Саудовского государства.

## Правители
Шейхи
1823—18?? гг. Саид бин Муслат Аль-Язиди аль-Мугайди
18??—1833 гг. Али бин Муджтал Аль-Язиди аль-Мугайди
1833—1856 гг. Аяд бин Маръи бин Муса аль-Мугайди
1856—1872 гг. Мухаммад бин Аяд аль-Мугайди
1872—1878 гг. Насер бин Аяд аль-Мугайди
1880—1887 гг. Абдул Рахман бин Аяд аль-Мугайди
1887—1906 гг. Али бин Мухаммад бин Аяд аль-Мугайди
1906—1911 гг. Абдулла бин Мухаммед бин Аяд аль-Мугайди
1911—1916 гг. Аль-Хасан бин Аяд
Эмир
1916—1920 гг. Аль-Хасан бин Аяд

## Месторасположение
Государство охватывало часть территории современного саудовского административного округа Асир. Регион Асир расположен в гористой местности на юго-западе современной Саудовской Аравии, близко к границе с Йеменом. Этот регион известен своим уникальным культурным и природным наследием